# Herder Korrespondenz
Die im Freiburger Verlag Herder erscheinende, unabhängige Monatszeitschrift Herder Korrespondenz berichtet seit 1946 über aktuelle Entwicklungen in Kirche, Religion und Gesellschaft. Jedes Heft enthält neben Leitartikel, Kommentaren und anderen Berichten der Redaktion ein Interview sowie Analysen und Fachbeiträge von Wissenschaftlern, Journalisten und Experten.

## Geschichte und Programm
Karlheinz Schmidthüs gründete die Herder Korrespondenz im Jahre 1946. Er blieb bis zu seinem Tod 1972 deren Herausgeber und Chefredakteur. Die Publikation sollte ursprünglich „Orbis Catholicus“ heißen und war als Ersatz für die von den Nationalsozialisten verbotenen katholischen Zeitschriften gedacht. Doch die französische Besatzungsbehörde erteilte nach Kriegsende für den Titel und das Konzept keine Genehmigung. Immerhin erlaubte sie ein Korrespondenzblatt mit Informationen für die Kirchenpresse. Auf diese Weise entstand der Name Herder Korrespondenz.
Ziel der Zeitschrift war es in den ersten Jahren vor allem, die deutschen Katholiken nach den Jahren der Isolation durch den Zweiten Weltkrieg wieder an die weltkirchliche Öffentlichkeit heranzuführen. Über die kirchlich-religiöse sowie politisch-soziale Berichterstattung hinaus waren Abdrucke päpstlicher und anderer kirchlicher Texte in dieser Zeit fester Bestandteil der Herder Korrespondenz. Von 1948 bis 1967 trug die Zeitschrift daher noch den Untertitel „Orbis Catholicus“.
An die Seite von Information und Dokumentation sind in den 1960er-Jahren Kommentare und Stellungnahmen getreten. So erschien auch durch das Zweite Vatikanum beeinflusst eine englische Ausgabe der Herder Korrespondenz, die „Herder Correspondence“ – jedoch nur von 1964 bis 1969. Zeitweise (1952–1967) gab es sogar eine eigene österreichische Ausgabe, deren Inhalt jedoch mit der deutschen deckungsgleich war.
Die Herder Korrespondenz entwickelte sich seit ihrer Gründung zu einer – auch über den deutschen Sprachraum hinaus – beachteten Stimme in der innerkirchlichen Diskussion und im Gespräch zwischen Kirche und Gesellschaft. Zusätzlich zu den monatlichen Ausgaben erscheinen in der Reihe Herder Korrespondenz Spezial Themenhefte, in denen aktuelle kirchliche und gesellschaftliche Fragen und Entwicklungen umfassend aufbereitet werden. Mit dem digitalen Zusatzservice Herder Korrespondenz e-Dossier bietet die Redaktion ältere und neuere Beiträge aus dem Heft thematisch gebündelt als Hintergrund- und Recherchematerial in Form von PDF-Dateien an. Einen Großteil des Programms liefert auch Herder Korrespondenz online, wo alle seit 2000 erschienenen Artikel online eingesehen werden können und die Inhalte der Print-Ausgabe bereits 2–3 Tage früher zur Verfügung stehen.

## Chefredakteure
- 1946–1960: Karlheinz Schmidthüs
- 1960–1965: Franz Greiner
- 1966–1991: David Seeber
- 1991–2014: Ulrich Ruh
- 2014–2022: Volker Resing
- seit 2022: Stefan Orth